# Cabombaceae
Cabombaceae — родина водних трав'янистих квіткових рослин. Родина визнана окремою в системі IV групи філогенії покритонасінних (2016). Вона складається з двох сучасних родів водних рослин, Brasenia і Cabomba, загалом шість видів.
Усі Cabombaceae водні, живуть у тихих або повільних водах помірної та тропічної Північної та Південної Америки, Європи (тільки інтродукція), Азії, Африки та Австралії. Попри те, що рослини зустрічаються на всіх континентах, крім Антарктиди, вони зазвичай ростуть у відносно обмежених ареалах.
Родина має велику кількість скам'янілостей з крейдяного періоду з рослинами, які виявляють спорідненість або з Cabombaceae, або з Nymphaeaceae, що зустрічаються в ранній крейді. Одним із таких ймовірних представників крейдяного періоду є рід Pluricarpellatia, знайдений у скелях віком 115 мільйонів років на території сучасної Бразилії.
Система APG 1998 року включила цю родину до родини латаття Nymphaeaceae, як і система APG II 2003 року. Системи класифікації APG III і APG IV відокремили родину Cabombaceae від родини Nymphaeaceae. Родина є частиною порядку Nymphaeales, який є однією з найбільш базальних ліній квіткових рослин.